# جان سميت (لاعب كرة قدم)
جان سميت (بالهولندية: Jan Smit)‏ هو لاعب كرة قدم هولندي، ولد في 27 فبراير 1983 في بورميراند في هولندا. لعب مع نادي فولندام.